# Pascal Hollenstein
Pascal Hollenstein (* 1971) ist ein Schweizer Journalist und Chefredaktor. Er war von Oktober 2018 bis Januar 2022 publizistischer Leiter von CH Media, ihm unterstanden damit die Chefredaktoren aller Regionalzeitungen von CH Media.

## Leben und Wirken
Hollenstein wuchs in Bichelsee-Balterswil im katholischen Milieu auf. Schon als Primarschüler schrieb er einen ersten Artikel als Oberministrant über die Ministrantenreise und entschloss sich daraufhin, Journalist zu werden. Mit 16 begann er für die Thurgauer Volkszeitung zu schreiben, später wurde er Redaktor bei Radio Thurgau und der Thurgauer Zeitung, wo es Reibereien mit dem «SVP-nahen» Chefredaktor Peter Forster gegeben habe. Hollenstein war Mitglied der Mittepartei Landesring der Unabhängigen. Er studierte an der Universität Zürich Geschichte, Politikwissenschaft, Wirtschafts- und Sozialgeschichte.
Nach seinem Studienabschluss schrieb er für das Wirtschaftsressort der SonntagsZeitung. 2002 gehörte er zum Gründungsteam der NZZ am Sonntag. 2008 ging er als Medienchef zum Versicherer Axa Winterthur und wechselte nach einem Jahr zur Renova Group des russischen Oligarchen Viktor Vekselberg, was er später als «Jugendsünde» bezeichnete. 2011 wurde er bei der NZZ am Sonntag Inland-Ressortleiter und stellvertretender Chefredaktor. 2016 berief ihn die NZZ-Mediengruppe auf den neu geschaffenen Posten eines Leiters Publizistik für die Regionaltitel, mit der Aufgabe, 14 Blätter wie das St. Galler Tagblatt und die Neue Luzerner Zeitung näher zusammenzuführen mit gemeinsamem Layout, Redaktionssystem und gemeinsamen Mantel. Darauf traten der Chefredaktor des St. Galler Tagblatts Philipp Landmark sowie der Chefredaktor der Neuen Luzerner Zeitung Thomas Bornhauser zurück. 2018 entstand das Joint Venture CH Media der NZZ-Mediengruppe und der AZ Medien. Hollenstein behielt seine Funktion und wurde damit Leiter von zwei Dutzend Zeitungen. Im Januar 2022 verliess Hollenstein CH Media.
Zum 1. Oktober 2022 wurde Hollenstein Leiter Kommunikation beim Bundesamt für Umwelt.
Hollenstein ist verheiratet und Vater dreier Kinder.